# Pocisk chemiczny

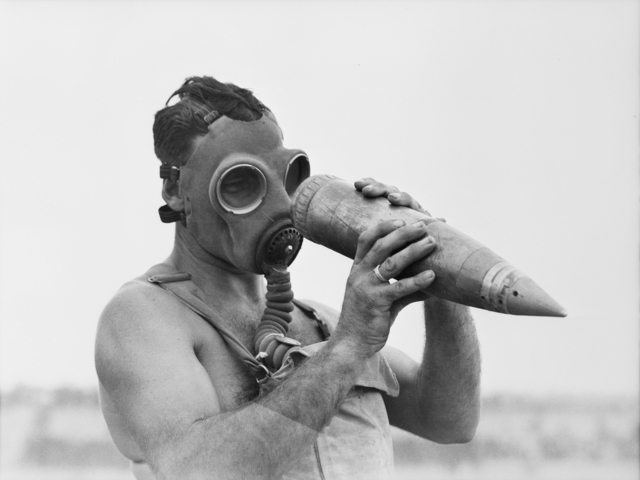
Żołnierz z pociskiem wypełnionym gazem bojowym

Pocisk chemiczny – pocisk artyleryjski lub rakietowy wypełniony bojowym środkiem trującym, przeznaczony do zwalczania siły żywej, oraz skażania terenu i sprzętu. Wewnątrz skorupy pocisku chemicznego poza BŚT znajduje się także ładunek materiału wybuchowego, którego zadaniem jest rozerwanie skorupy i rozproszenie BŚT. Pociski chemiczne mogą być wyposażone w zapalnik uderzeniowy, czasowy lub zbliżeniowy. Ubocznym czynnikiem rażącym wybuchu pocisku chemicznego są powstające w czasie wybuchu odłamki i fala uderzeniowa. Pociski chemiczne mają zdolność rażenia ukrytej siły żywej, a ich użycie wywiera duży efekt psychologiczny.